# Campeonato Pan-Americano de Ginástica de Trampolim de 2025
O Campeonato Pan-Americano de Ginástica de Trampolim de 2025 foi realizado em Santa Tecla, El Salvador, de 16 a 18 de maio de 2025. A competição foi organizada pela Federação Salvadorenha de Ginástica, com supervisão da União Pan-Americana de Ginástica, e aprovada pela Federação Internacional de Ginástica.

## Medalhistas
Fontes: 

### Sênior
| Evento                 | Ouro                                                               | Prata                                                              | Bronze                                                          |
| ---------------------- | ------------------------------------------------------------------ | ------------------------------------------------------------------ | --------------------------------------------------------------- |
| Masculino              |                                                                    |                                                                    |                                                                 |
| Trampolim individual   | Ryan Maccagnan                                                     | Cody Gesuelli                                                      | Gabriel Sousa                                                   |
| Trampolim sincronizado | Elijah Vogel Ryan Maccagnan                                        | Donovan Guevara Saúl Zuñiga                                        | Diego Giraldo Manuel Sierra                                     |
| Trampolim por equipes  | Estados Unidos · Cody Gesuelli · Lourens Willekes · Ryan Maccagnan | México · Donovan Guevara · Hugo Marín · Yahel García               | Brasil · Gabriel Sousa · Vinicius Celestino · Wallace Celestino |
| Duplo-mini             | Santiago Ferrari                                                   | Agustín Messuti                                                    | Ricardo Hernández                                               |
| Feminino               |                                                                    |                                                                    |                                                                 |
| Trampolim individual   | Camilla Gomes                                                      | Dafne Navarro Loza                                                 | Nicole Castellanos                                              |
| Trampolim sincronizado | Dafne Navarro Loza Mariola García                                  | Gabriella Flynn Kalena Soehn                                       | Anny Sanchez Nicole Castellanos                                 |
| Trampolim por equipes  | Brasil · Camilla Gomes · Julia Rocha · Luara Rezende               | Estados Unidos · Clare Bretscher · Kennedi Roberts · Leah Garafalo | México · Dafne Navarro Loza · Mariola García · Patricia Nuñez   |
| Duplo-mini             | Giulia Belcorso                                                    | —                                                                  | —                                                               |

### Juvenil
| Evento                 | Ouro                                 | Prata                      | Bronze                       |
| ---------------------- | ------------------------------------ | -------------------------- | ---------------------------- |
| Masculino              |                                      |                            |                              |
| Trampolim individual   | Arthur Ferreira                      | Santiago Jesus Verasay     | Gustavo Zepeda               |
| Trampolim sincronizado | Roberto Gutierrez Santiago Gutierrez | Isaac Braga Pedro Carvalho | Arthur Ferreira Ícaro Amorim |
| Duplo-mini             | Santiago Jesus Verasay               | Angel Daniel Torres        | —                            |
| Feminino               |                                      |                            |                              |
| Trampolim individual   | Gabriela Rodrigues                   | Roberta Aguilar            | Guadalupe Serantes           |
| Trampolim sincronizado | Eduarda Vicente Gabriela Rodrigues   | Melanie Haro Nyah Menendez | Julia Silva Marina Moyses    |
| Duplo-mini             | Maria Clara Guedes                   | Luisa Hoshino              | Rosario Gramajo              |

## Quadro de medalhas

### Geral
*   país anfitrião (El Salvador)
| Pos.               | País               | Ouro | Prata | Bronze | Total |
| ------------------ | ------------------ | ---- | ----- | ------ | ----- |
| 1                  | Brasil             | 7    | 2     | 4      | 13    |
| 2                  | Estados Unidos     | 3    | 2     | 0      | 5     |
| 3                  | México             | 2    | 5     | 3      | 10    |
| 4                  | Argentina          | 2    | 3     | 2      | 7     |
| 5                  | Canadá             | 0    | 1     | 0      | 1     |
| 6                  | Colômbia           | 0    | 0     | 3      | 3     |
| Total (6 entradas) | Total (6 entradas) | 14   | 13    | 12     | 39    |

### Sênior
*   país anfitrião (El Salvador)
| Pos.               | País               | Ouro | Prata | Bronze | Total |
| ------------------ | ------------------ | ---- | ----- | ------ | ----- |
| 1                  | Estados Unidos     | 3    | 2     | 0      | 5     |
| 2                  | Brasil             | 3    | 0     | 2      | 5     |
| 3                  | México             | 1    | 3     | 2      | 6     |
| 4                  | Argentina          | 1    | 1     | 0      | 2     |
| 5                  | Canadá             | 0    | 1     | 0      | 1     |
| 6                  | Colômbia           | 0    | 0     | 3      | 3     |
| Total (6 entradas) | Total (6 entradas) | 8    | 7     | 7      | 22    |

### Juvenil
*   país anfitrião (El Salvador)
| Pos.               | País               | Ouro | Prata | Bronze | Total |
| ------------------ | ------------------ | ---- | ----- | ------ | ----- |
| 1                  | Brasil             | 4    | 2     | 2      | 8     |
| 2                  | Argentina          | 1    | 2     | 2      | 5     |
| 3                  | México             | 1    | 2     | 1      | 4     |
| Total (3 entradas) | Total (3 entradas) | 6    | 6     | 5      | 17    |

## Países participantes
- Argentina
- Brasil
- Canadá
- Colômbia
- Cuba
- El Salvador
- Equador
- Estados Unidos
- México
- Panamá
- República Dominicana
- Venezuela